# 한명환 (배우)
한명환(1943년 4월 21일~)은 대한민국의 배우이고, 연극 연출가이자 영화인이다. 1962년에 연극배우로 처음 데뷔를 했고, 1967년 영화 《얼룩무늬의 사나이》를 통해 영화배우로 데뷔했다. 이후 연극 연출가와 텔레비전 배우로도 활약했다.

## 출연 작품

### 영화
- 2011년 《바다》- 공구 가게 업주 역 (특별출연)
- 2008년 《더 게임》- 집사 역
- 2004년 《아홉살 인생》- 신발가게 주인 역
- 2000년 《환상의 정사》
- 1999년 《마요네즈》- 곰보 형사 역
- 1998년 《투캅스 3》- 형사 3 역
- 1996년 《악어》
- 1996년 《투캅스 2》- 형사 1반장 역
- 1996년 《여자가 타락하는 이유》
- 1995년 《소낙비》
- 1995년 《매춘 6》
- 1994년 《매춘 5》- 선장 역
- 1994년 《마누라 죽이기》- 경찰 1 역
- 1994년 《태백산맥》
- 1994년 《빨간 앵두 8》
- 1994년 《비, 여자 그리고 에로티즘》
- 1994년 《키스도 못하는 남자》- 의사 역
- 1994년 《매춘 4》
- 1993년 《투캅스》- 반장 역
- 1993년 《여자의 일생》
- 1993년 《무정의 제3부두》- 일수 남자 역
- 1993년 《마당쇠와 언년이》
- 1993년 《뽕띠》
- 1993년 《사랑의 종합병원》- 전도사 1 역
- 1993년 《도색부인》
- 1993년 《검은 모자》- 천수 역
- 1992년 《소녀경》
- 1992년 《오직 단 한번뿐인 내 인생인데》
- 1992년 《유리벽 속의 두 연인》
- 1991년 《민지의 왕라이트》
- 1991년 《언제나 막차를 타고 오는 사람》
- 1991년 《화이팅맨》
- 1991년 《돈키호테 형래와 산쵸 특공대》
- 1991년 《미아리 텍사스》
- 1991년 《맹구와 북두신검》
- 1991년 《갈마》
- 1991년 《산딸기 4》
- 1991년 《장미여관》- 친척 역
- 1991년 《흑설》- 술꾼 3 역
- 1990년 《가보면 알거야》- 넝마주이 한씨 역
- 1990년 《땡삐》- 하인 2 역
- 1990년 《빨간 앵두 5》- 원장 역
- 1990년 《있잖아요 비밀이에요》- 경찰 1 역
- 1990년 《색녀도》
- 1990년 《용감한 사람들》
- 1990년 《마리화나》
- 1989년 《칠색조》
- 1989년 《들병이》
- 1989년 《빨간 색깔의 여자》
- 1989년 《육담구담》- 괴한 1 역
- 1988년 《살꼬지》
- 1988년 《업》
- 1988년 《오성군 한음군》
- 1988년 《빨간 앵두 4》
- 1988년 《매춘》
- 1988년 《둥지 속의 철새》
- 1987년 《마님》
- 1987년 《고속도로》
- 1987년 《도화》
- 1987년 《영웅 돌아오다》- 사내 1 역
- 1986년 《공포의 축제》
- 1986년 《금달래》
- 1986년 《겨울 나그네》
- 1985년 《돌아이》
- 1985년 《뽕》
- 1985년 《화녀촌》
- 1985년 《미녀 공동묘지》
- 1985년 《장남》
- 1985년 《깊고 깊은 그곳에》
- 1984년 《남과 북》
- 1984년 《반노 2》
- 1984년 《바보사냥》
- 1984년 《사랑하는 사람아 3》
- 1984년 《나도 몰래 어느새》
- 1984년 《내가 마지막 본 흥남》- 피난민 1 역
- 1983년 《이상한 관계》
- 1983년 《여자가 더 좋아》
- 1983년 《질투》
- 1983년 《인생극장》
- 1983년 《돌아온 용팔이》
- 1983년 《사랑하는 사람아 (속)》
- 1982년 《사랑의 노예》
- 1982년 《백구야 휠휠 날지마라》
- 1982년 《종로 부루스》
- 1981년 《육체의 문》
- 1981년 《흡혈귀 야녀》
- 1981년 《슬픈 계절에 만나요》
- 1981년 《한녀》
- 1981년 《귀화산장》
- 1980년 《복부인》
- 1980년 《외인들》
- 1980년 《오사카의 외로운 별》
- 1980년 《매일 죽는 남자》
- 1980년 《팔불출》
- 1980년 《월녀의 한》
- 1980년 《화려한 경험》
- 1980년 《느미》
- 1980년 《조용히 살고 싶다》
- 1979년 《축 총각졸업》
- 1979년 《물도리 둥》
- 1979년 《경찰관》
- 1978년 《대동강 출신》
- 1978년 《판문점 미류나무 작전》
- 1978년 《흙》
- 1978년 《특명 8호》
- 1978년 《오륙도 이무기》
- 1978년 《오대관문》
- 1978년 《7호실 손님》
- 1977년 《캐논청진공작》
- 1977년 《평양의 비밀지령》
- 1977년 《표적》
- 1977년 《대적수》
- 1977년 《무명객》
- 1977년 《제3부두 고슴도치》
- 1976년 《천의 얼굴》
- 1976년 《야성의 숲》
- 1976년 《검은 띠의 후계자》
- 1976년 《삼인의 밀객》
- 1976년 《쾌걸 일지매》
- 1976년 《쾌걸 구변신》
- 1976년 《원산공작》
- 1976년 《국제경찰》
- 1976년 《의혈문》
- 1976년 《비정지대》
- 1976년 《내 마음의 풍차》
- 1976년 《내일없는 추적》
- 1976년 《속 비밀객》
- 1975년 《지옥의 초대장》
- 1975년 《독사》
- 1975년 《인간단지》
- 1975년 《특별수사본부 외팔이 김종원》
- 1975년 《잔류첩자》
- 1975년 《흑거미》
- 1975년 《밀행》
- 1974년 《청녀》
- 1974년 《마지막 다섯 손가락》
- 1974년 《분노의 왼발》
- 1974년 《속 돌아온 외다리》
- 1974년 《대비상망》
- 1974년 《용호대련》
- 1974년 《죽엄의 다리》
- 1974년 《돌아온 외다리》
- 1974년 《후계자》
- 1974년 《악인의 계곡》
- 1973년 《귀향》
- 1973년 《명동을 떠나면서》
- 1973년 《대학시절》
- 1973년 《수선화》
- 1972년 《신풍협객》
- 1972년 《소장수》
- 1972년 《0시》
- 1972년 《해벽》
- 1972년 《사랑하는 아들의 심판》
- 1971년 《갑돌이와 갑순이》
- 1971년 《검은안경》
- 1971년 《그대 가슴에 다시한번》
- 1971년 《쇠사슬을 끊어라》
- 1971년 《과객》
- 1970년 《별난 새댁》
- 1969년 《무정한 검객》
- 1969년 《0시의 부루스》
- 1969년 《암살자》
- 1968년 《고향무정》
- 1967년 《얼룩무늬의 사나이》